# نواده خطی
نواده خطی (به انگلیسی: direct descendant) یا نواده مستقیم (به انگلیسی: direct descendant)، در عرف قانونی، خویشاوند خونی در نسب مستقیم – فرزندان، نوه‌ها، نبیره‌ها و غیره شخص است. از نظر رویه حقوقی، نسب خطی به تحصیل ملک از طریق ارث توسط والدین از پدربزرگ و مادربزرگ و فرزند از والدین اشاره دارد، در حالی که نسب وثیقه به تحصیل ملک یا ملک غیرمنقول از طریق ارث توسط خواهر یا برادر و پسر عمو از پسر عمو و پسر عموزاده اشاره دارد.
فرزندان خوانده، که قوانین فرزندخواندگی برای آنها همان حقوق ارثی را ایجاد می‌کند که فرزندان بدنی آنها را ایجاد می‌کند، در معنای اصطلاح «فرزندان خطی» آمده است، همان‌طور که در قانون‌نامه‌ای استفاده می‌شود که دربارهٔ عدم انقضای وسیله‌ای که در آن تدبیرکننده پیش از مرگ فوت کرده است، استفاده می‌شود. وصی است اما اولاد خطی به جا می‌گذارد.
در میان برخی از قبایل بومی آمریکا در ایالات متحده، ثبت نام قبیله‌ای را می‌توان با تبار خطی تعیین کرد، برخلاف حداقل کوانتوم خون. تبار خطی به این معنی است که هر فردی که مستقیماً از نوادگان ثبت‌نام‌شدهٔ قبیله‌ای اصلی باشد می‌تواند واجد شرایط ثبت‌نام در قبیله باشد، صرف نظر از اینکه چقدر خون بومی دارند.
متضاد تبار، مقدم است.

## نواده وثیقه
نواده وثیقه (نواده هم‌عرض) (Collateral descendant) یک اصطلاح حقوقی برای یک خویشاوند است که از نسل خواهر یا برادر یک جد و بنابراین خواهرزاده، برادرزاده، عمه، عمو یا پسر عمو است.